# بیمارستان کودکان حکیم
بیمارستان فوق‌تخصصی کودکان حکیم یک مرکز درمانی، آموزشی و پژوهشی ویژه کودکان وابسته به دانشگاه علوم پزشکی تهران است که در تاریخ ۱۳ مهر ۱۴۰۲ با حضور رئیس‌جمهور وقت سید ابراهیم رئیسی در منطقه ۱۸ تهران افتتاح شد. این بیمارستان نخستین مرکز تخصصی دولتی کودکان پس از انقلاب محسوب شده و خدمات تخصصی و فوق‌تخصصی متنوعی را در حوزه‌ی اطفال ارائه می‌دهد.

## تاریخچه
ساخت بیمارستان حکیم در مهر ۱۳۹۷ با همکاری دانشگاه علوم پزشکی تهران و حمایت خانواده‌ی خیّر مطهری آغاز شد. پروانه ساخت در فروردین ۱۳۹۹ صادر و عملیات اجرایی در همان سال شروع شد. پروژه تا آذر ۱۴۰۱ تکمیل شد و در مهر ۱۴۰۲ به صورت رسمی به بهره‌برداری رسید.

## مشخصات
- زیربنا: حدود ۲۹٬۶۵۰ متر مربع
- مساحت زمین: ۵۰٬۰۰۰ متر مربع
- ظرفیت تخت: ۲۶۶ تخت بستری، شامل ۶۳ تخت مراقبت ویژه (NICU، PICU، NSCU)
- تعداد اتاق‌های عمل: ۸ تا ۱۲ اتاق، از جمله اتاق عمل هیبرید و آنژیوگرافی
- تجهیزات پاراکلینیکی: سی‌تی‌اسکن، MRI، سونوگرافی، کاردیوگرافی، اسکوپی، آزمایشگاه و داروخانه
- خدمات اورژانس: دارای تریاژ، اتاق‌های معاینه و بخش درمان سرپایی
- زیرساخت محیطی: تصفیه‌خانه بیولوژیکی برای فاضلاب با ظرفیت ۳۸۰ متر مکعب در روز
- طراحی محیطی: فضا کودک‌محور با استفاده از نور طبیعی، وجود فضای سبز و المان‌های تفریحی جهت کاهش اضطراب کودکان[۶][۷]

## خدمات و دستاوردها
- ارائه خدمات تخصصی و فوق‌تخصصی در شاخه‌های کودکان شامل جراحی عمومی، غدد، قلب، گوارش، نوزادان، آنکولوژی، نورولوژی و پیوند کبد
- مرکز ارجاع کودکان از جنوب و غرب تهران
- انجام موفق پیوند کبد در کودکان[۸]
- معرفی به‌عنوان اولین بیمارستان فوق‌تخصصی دولتی کودکان با طراحی بیمارستان سبز در ایران
- حضور مسئولان کشوری در مراسم افتتاح و بازتاب رسانه‌ای وسیع[۹][۱۰]

## وابستگی دانشگاهی
این بیمارستان زیرمجموعه رسمی دانشگاه علوم پزشکی تهران محسوب می‌شود و به عنوان یکی از مراکز آموزش تخصصی و فوق‌تخصصی این دانشگاه در حوزه طب اطفال فعالیت دارد.

## رؤسای بیمارستان
- رضا شروین بدو – ۱۴۰۰ تا ۱۴۰۱؛ فوق‌تخصص مغز و اعصاب کودکان و دانشیار دانشگاه علوم پزشکی تهران
- خسرو صادق‌نیت – ۱۴۰۱ تا ۱۴۰۳؛ استاد طب کار و پزشکی خواب دانشگاه علوم پزشکی تهران
- علی لباف – از ۱۴۰۳ تاکنون؛ متخصص طب اورژانس و عضو هیئت علمی دانشگاه علوم پزشکی تهران